# 代門茨湖
53°33′0″N 13°48′2″E / 53.55000°N 13.80056°E

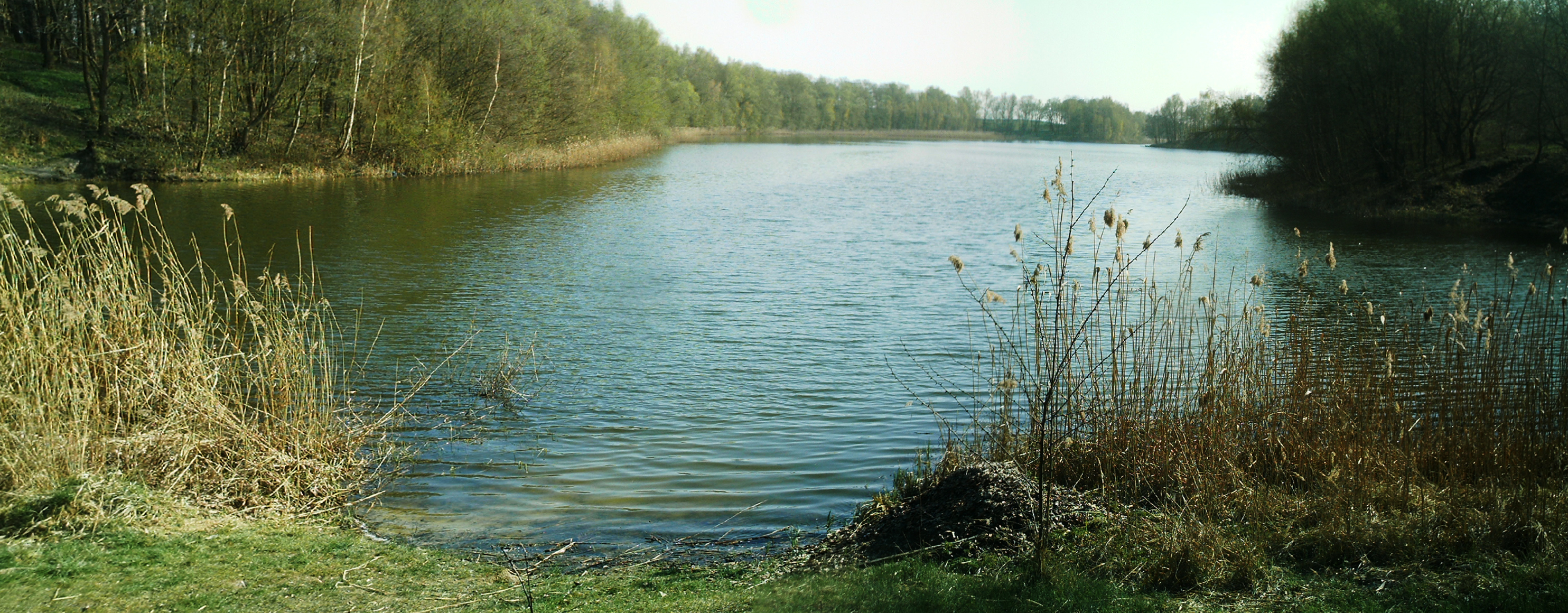

代門茨湖（德語：Demenzsee），是德國的湖泊，位於該國東北部，由梅克倫堡-前波美拉尼亞州負責管轄，處於前波美拉尼亞-格賴夫斯瓦爾德縣，面積0.13平方公里，海拔高度49米，最大水深26米。